# Alte Synagoge (Esch an der Alzette)

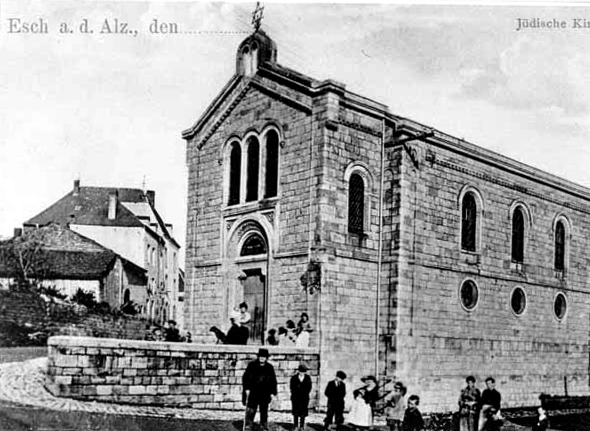
Alte Synagoge in Esch an der Alzette (Anfang 20. Jahrhundert)

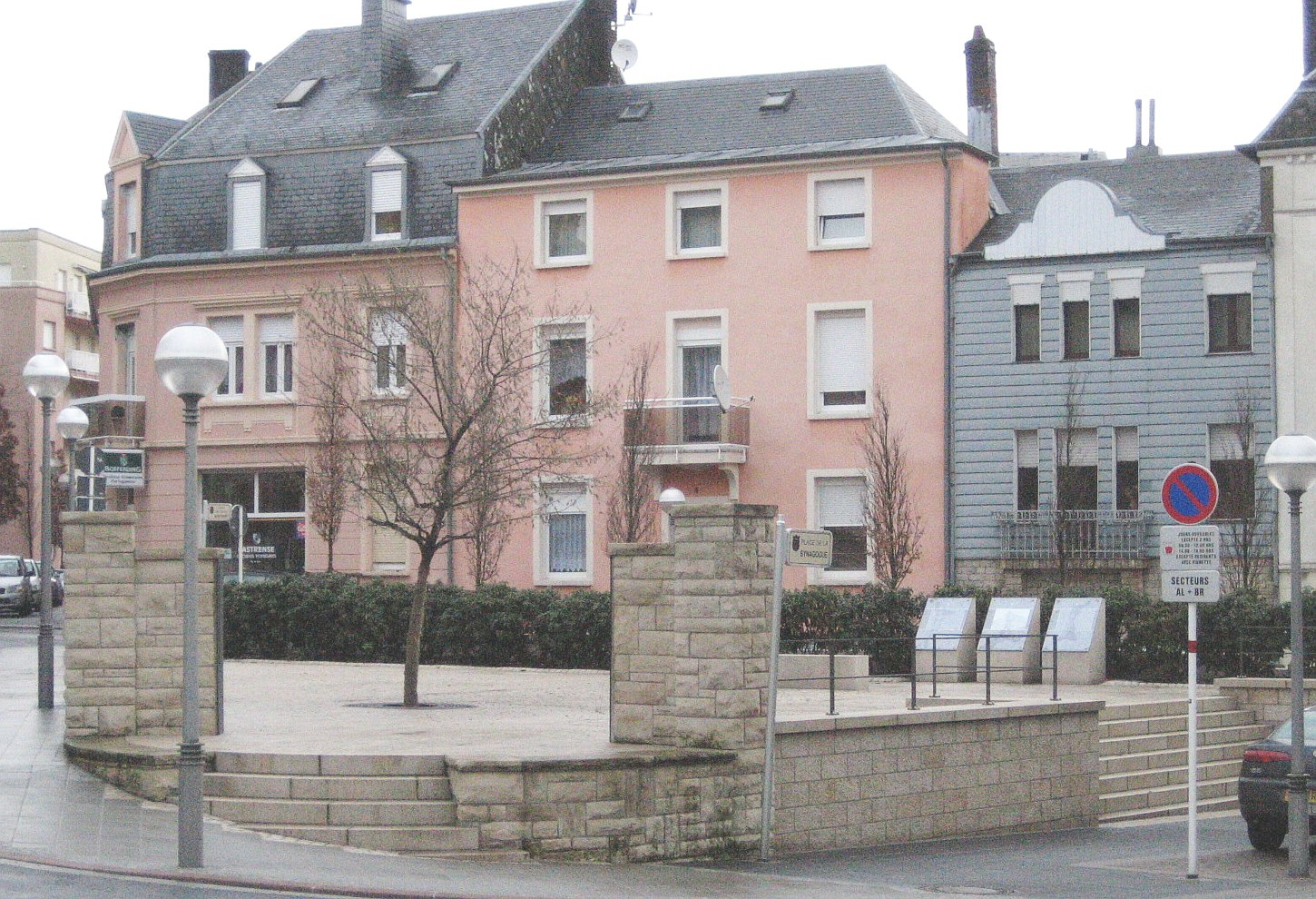
Place de la Synagogue

Die Alte Synagoge in der Stadt Esch an der Alzette in Luxemburg wurde 1898 errichtet.
Die Synagoge wurde 1941 von den deutschen Besatzern während des Zweiten Weltkriegs zerstört.
In den 1950er Jahren wurde die neue Synagoge erbaut.